# Онсел
Онсел (фр. Ancelle) насеље је и општина у Француској у региону Прованса-Алпи-Азурна обала, у департману Горњи Алпи која припада префектури Гап.
По подацима из 2011. године у општини је живело 870 становника, а густина насељености је износила 17,17 становника/km². Општина се простире на површини од 50,66 km². Налази се на средњој надморској висини од 1350 метара (максималној 2.779 m, а минималној 1.160 m).

## Демографија
| 1962. | 1968. | 1975. | 1982. | 1990. | 1999. | 2011. |
| ----- | ----- | ----- | ----- | ----- | ----- | ----- |
| 552   | 589   | 641   | 649   | 600   | 619   | 870   |

График промене броја становника у току последњих година